# عبد العزيز الجماعي
عبد العزيز الجماعي (مواليد30 نوفمبر 1989 في اليمن) هو لاعب كرة قدم يمني.

## روابط خارجية
- عبد العزيز الجماعي على موقع ناشيونال فوتبول تيمز (الإنجليزية)
- عبد العزيز الجماعي على موقع كووورة